# ジョヴァンニ・ミリアーラ
ジョヴァンニ・ミリアーラ（Giovanni Migliara、1785年10月15日 – 1837年4月18日）はイタリアの画家、舞台美術家である。19世紀初めに活躍し、都市景観図や教会の内部を描いた作品を残した。

## 略歴
現在のイタリア、ピエモンテ州のアレッサンドリアの豊かでない家具職人の息子に生まれた。ミラノで装飾画家のラッファエレ・アルベルトーリ(Raffaele Albertolli: 1770–1812)らから絵を学び、ミラノのテアトロ・カルカーノ(Teatro Carcano)の装飾画を描く助手を務めた。これらの仕事で認められて、1806年にミラノ、スカラ座で舞台美術の仕事を得たが、4年ほど働いた後、肺の病気で仕事を続けることができなくなった。
家族の看護で、病気から回復すると、当時人気のあったヴェネツィアの風景画家たちの影響を受けて風景画を描くようになった。当時の画家と同じく、イタリア各地を旅した。都市景観図の他に教会や聖堂の内部を大胆な構図と明暗のコントラストで描く作品も描いた。ミリアーラの作品は、幅が60–70 cmを越えることはほとんど無い小さなサイズであった。
1812年からブレラ美術アカデミーの展覧会に出展し、ミリアーラの作品は人気になり、サルデーニャ王国の国王カルロ・アルベルト・ディ・サヴォイアや両シチリア王妃マリーア・クリスティーナ・ディ・サヴォイア、トスカーナ大公レオポルド2世らに買い上げられた。
1822年から、ブレラ美術アカデミーの教授に任命された。1830年にスペインのマドリードの宮廷から聖堂の装飾画を描くことを求められたが、辞退した。
当時、オーストリアやフランスが支配していたミラノで活動していたが、故郷のピエモンテの市民権を維持し、サルデーニャ国王、カルロ・アルベルトから勲章を受け1833年に宮廷画家に任じられた。
1837年に持病の肺の病気を悪化させてミラノで亡くなった。
弟子にはGiovanni Battista Dell'AcquaやFederico Moja、Ferdinando Moja、Giovanni Renica、Pompeo Calvi、Luigi Bisiといった画家がいる。

## 作品

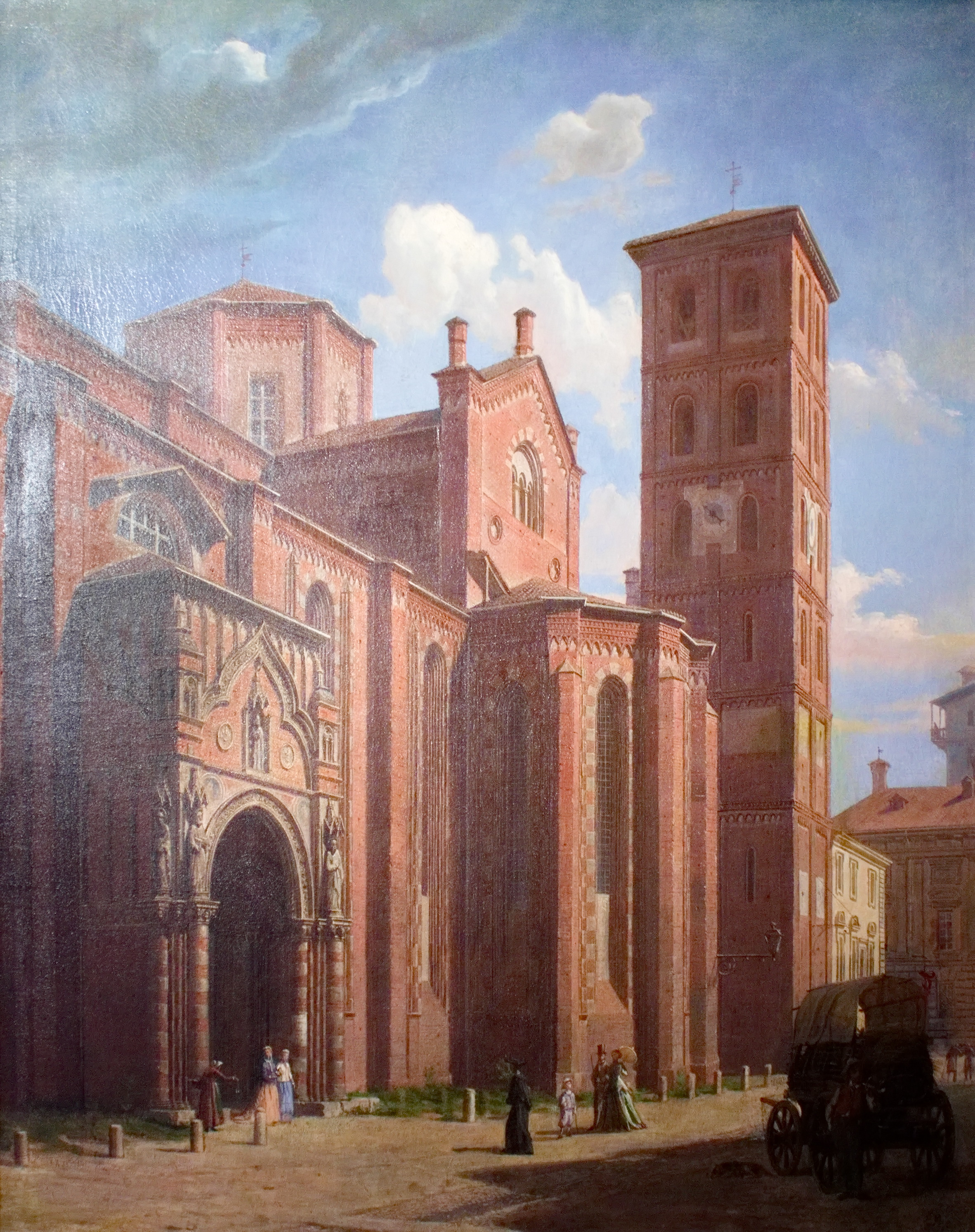
アスティ大聖堂の南側の眺め
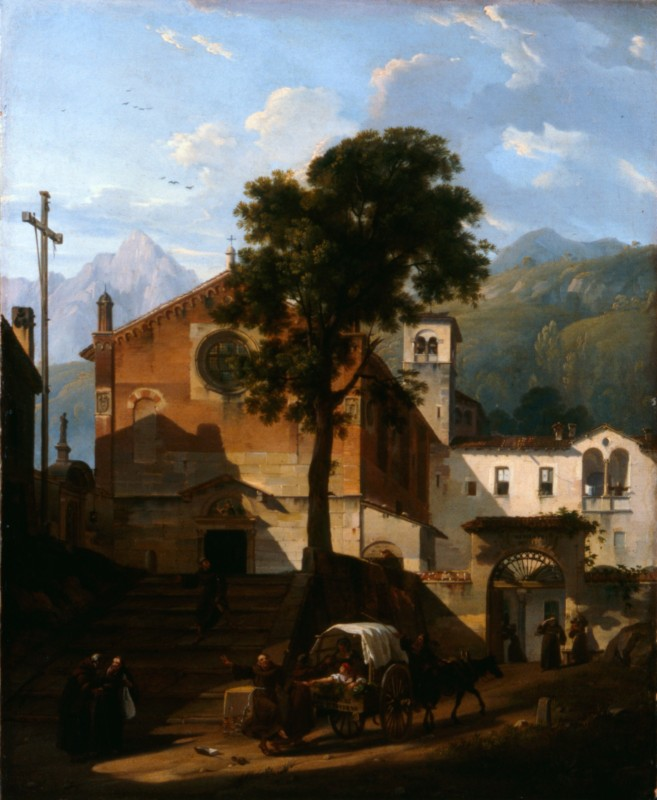
薪を積んだ馬車と修道院に帰る修道士
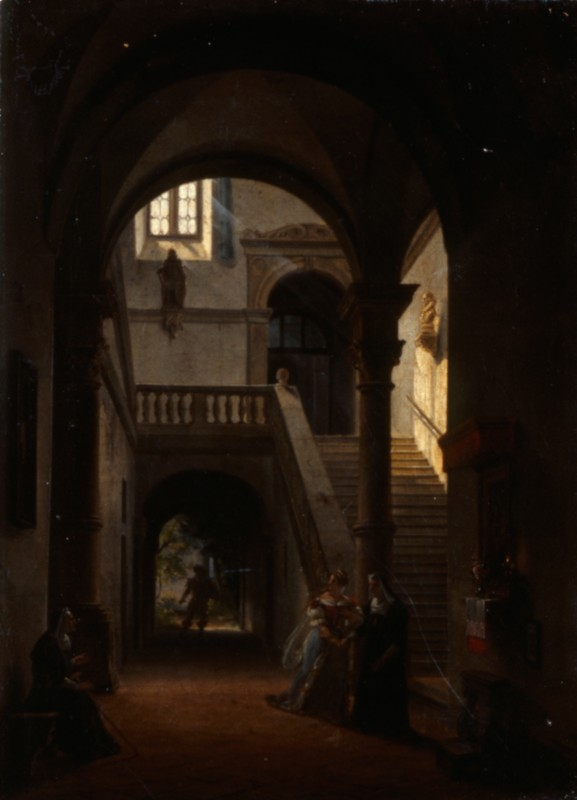
La Vallière visitata nel chiostro da Luigi XIV
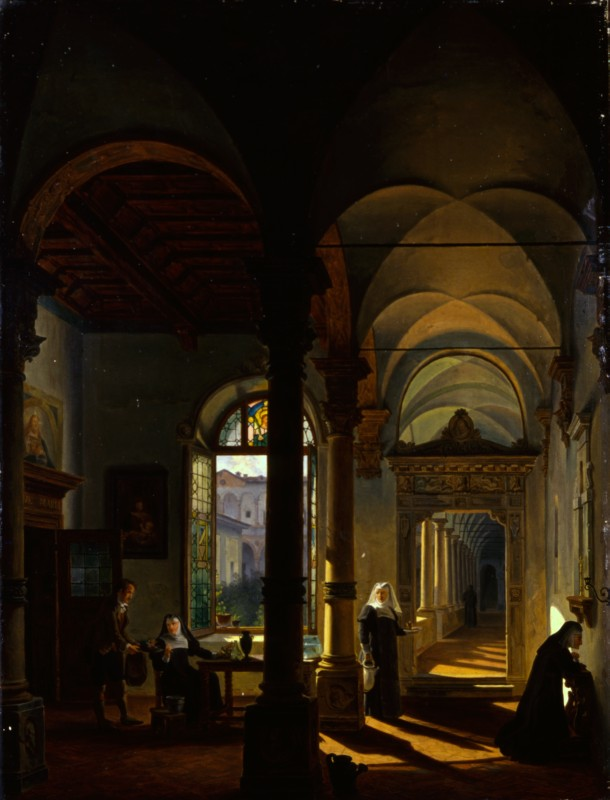
修道院の内部

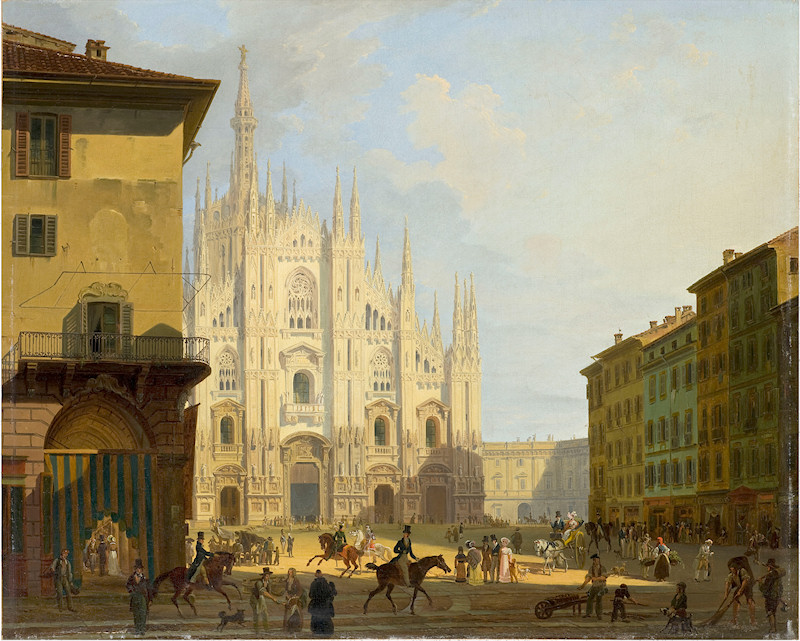
ミラノのドゥオーモ広場の眺め
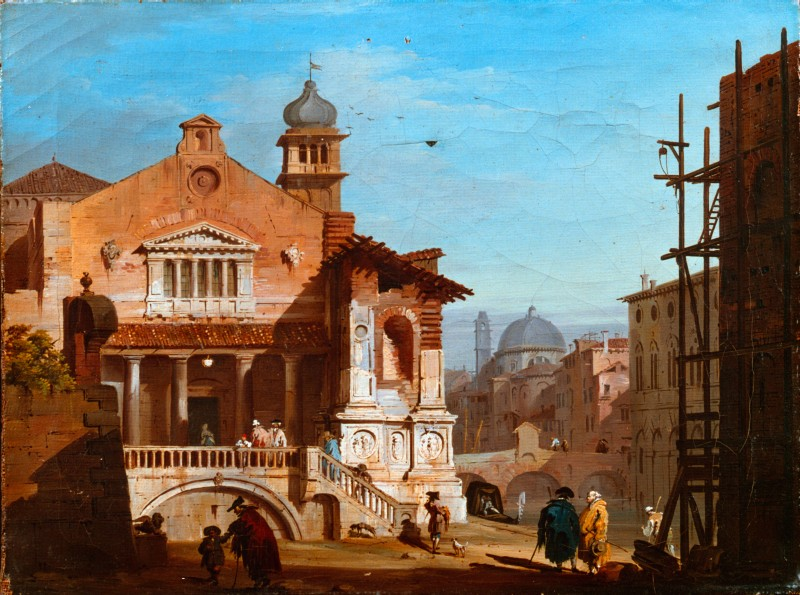
ヴェネツィアの風景
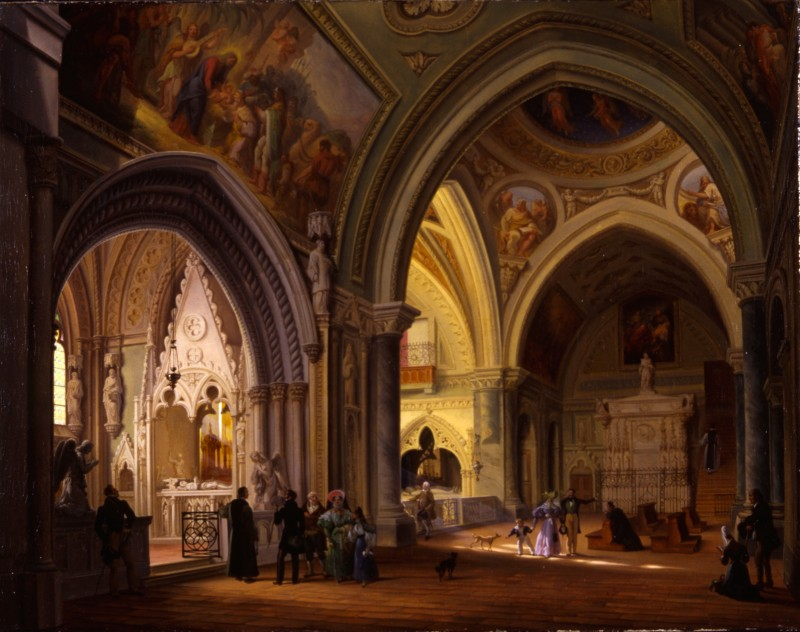
オートコンブ修道院の内部